# 凯斯·斯特鲁德
凯斯·斯特鲁德，全名凯斯·保罗·斯特鲁德（1969年8月12日—）英格兰职业足球裁判，曾执法英格兰足球超级联赛，现执法英格兰足球联赛。
2017年4月5日英格蘭足球冠軍聯賽纽卡斯尔联足球俱乐部与保顿艾尔宾足球俱乐部的比赛中，斯特鲁德出现了判罚失误。比赛第29分钟，纽卡斯尔球员杜韋·加爾在罚球区被对手放倒，斯特鲁德判罚点球。马特·里奇将球打进。这时斯特鲁德认定纽卡斯尔队有球员在里奇触球之前进入了禁区。根据规则，斯特鲁德应该判点球重罚，但斯特鲁德判给守方保顿艾尔宾一个间接任意球。纽卡斯尔球员、教练向裁判组抗议，提醒裁判组注意规则，但这都无济于事。赛后，斯特鲁德通过官方渠道表示了歉意，承认自己错判。